# Can Riera (Mataró)
Can Riera és una masia de Mataró (Maresme) protegida com a bé cultural d'interès local.

## Descripció
Masia de planta baixa i pis amb coberta a dues aigües. A la façana principal s'observa els brancals de pedra a les obertures de portes i finestres i la llinda de fusta de la porta principal. Hi ha un rellotge de sol a la part alta de la façana, prop del carener. La resta de façanes conserva un tractament unitari.
A l'interior l'escala d'accés al pis contradiu el model tradicional i en comptes d'estar al fons de la sala, arrenca de l'esquerra de la porta d'entrada. A la cuina se situa la llar de foc i l'antic forn de pa.